# كاليستا فلوكهارت
كاليستا فلوكهارت (بالإنجليزية: Calista Flockhart)‏ مواليد 11 نوفمبر 1964 في إلينوي، الولايات المتحدة، هي ممثلة أمريكية بدأت مسيرتها الفنية عام 1989. كما أنها من الفائزات بجائزة غولدن غلوب.

## الأعمال
- كويز شو
- ألي مكبيل
- بطاريق مدغشقر
- سوبرغيرل (مسلسل)

## الترشيحات والجوائز
| السنة | الحدث      | الفئة         | النتيجة |
| ----- | ---------- | ------------- | ------- |
| 1998  | جائزة إيمي | ممثلة كوميدية | رُشِّح     |

## روابط خارجية
- كاليستا فلوكهارت على موقع IMDb (الإنجليزية)
- كاليستا فلوكهارت على موقع روتن توميتوز (الإنجليزية)
- كاليستا فلوكهارت على موقع مونزينجر (الألمانية)
- كاليستا فلوكهارت على موقع ألو سيني (الفرنسية)
- كاليستا فلوكهارت على موقع ميوزك برينز (الإنجليزية)
- كاليستا فلوكهارت على موقع أول موفي (الإنجليزية)
- كاليستا فلوكهارت على موقع قاعدة بيانات برودواي على الإنترنت (الإنجليزية)
- كاليستا فلوكهارت على موقع قاعدة بيانات الأفلام السويدية (السويدية)
- كاليستا فلوكهارت على موقع إن إن دي بي (الإنجليزية)
- كاليستا فلوكهارت على موقع ديسكوغز (الإنجليزية)